# George Best
George Best (Belfast, 22 de mayo de 1946-Londres, 25 de noviembre de 2005) fue un futbolista norirlandés que se desempeñó en la posición de extremo y mediapunta.
Inició su carrera como futbolista profesional en 1963 con el Manchester United, donde militó once temporadas, formando parte de la United Trinity ("La Trinidad del United") o también llamada Holy Trinity ("La Santísima Trinidad"), junto con Bobby Charlton y Denis Law. En el club de Old Trafford obtuvo diversos títulos como la Copa de Europa, 2 Football League First Division, el Premio FWA al futbolista del año, el Balón de Oro y otros premios más. A la par que obtenía estos reconocimientos, su vida se volvió bohemia. Después de una exitosa carrera en el Manchester United, paseó su fútbol en clubes de Irlanda, Estados Unidos, Irlanda del Norte, Escocia y otros de Inglaterra.
Con la selección de su país disputó 37 partidos, anotando 9 goles, aunque nunca pudo participar en una competición oficial internacional ya que su selección no conseguía clasificarse.
Tras culminar su carrera como jugador profesional, Best tuvo problemas judiciales por culpa del alcohol. En 1998, se convirtió en colaborador del programa Soccer Saturday, de la cadena Sky Sports, en donde estuvo hasta 2004, año en el que firma como entrenador de las categorías inferiores del Portsmouth FC, de la FA Premier League, cumpliendo su deseo de volver a estar ligado al mundo del fútbol. Para el 2005 falleció como resultado de una infección pulmonar y un fallo multiorgánico. Según algunos medios, Best fue recordado por los asistentes a su funeral público en Belfast como "el niño bonito" (con un) "juego bonito".
Está considerado por la IFFHS como uno de los 50 mejores jugadores de Europa, alcanzando la posición 11, y también se encuentra en la posición 16 de los mejores jugadores del siglo XX, superando a jugadores como Gianni Rivera, Ruud Gullit, Franco Baresi, Bobby Moore, Karl-Heinz Rummenigge y otros más. En 2002, la BBC le entregó el Premio a la Personalidad Deportiva del Año. Fue uno de los 22 nuevos miembros inaugurales en el English Football Hall of Fame y su nombre apareció en la lista de jugadores más grandes del mundo de FIFA 100. Después de su muerte, en el año en que George Best hubiera cumplido 60 años, el Aeropuerto de Belfast pasó a llamarse Aeropuerto de la Ciudad de Belfast George Best.
El 14 de diciembre de 2020 fue incluido como extremo derecho en el tercer Dream Team histórico del Balón de Oro.

## Biografía

### Primeros años e inicios en el fútbol
George Best nació en el este de Belfast el 22 de mayo de 1946, como el primer hijo de Dickie Best y Anne Withers, quienes lo inscribieron cinco días después de haber nacido como Ronald Samuel Best, aunque luego lo bautizaron como George, nombre que utilizó a lo largo de su vida.

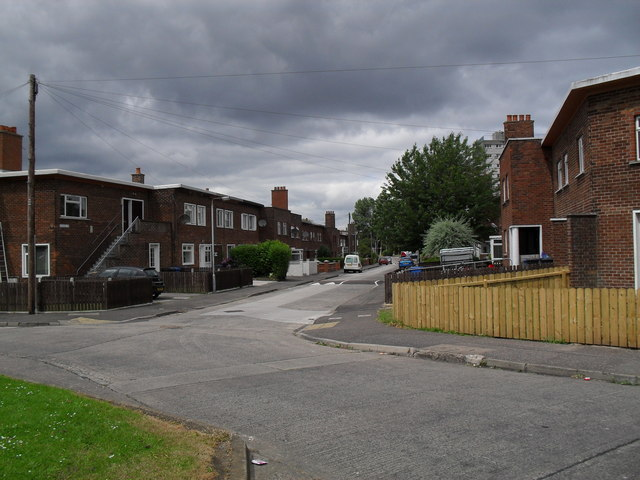
Lugar donde creció Best, en Cregagh, al este de Belfast.

Best creció en Cregagh, al este de Belfast, teniendo cuatro hermanas y un hermano: Carol, Barbara, Julie, Grace e Ian. Su padre, Dickie, nacido en 1920, murió el 16 de abril del 2008, en el Ulster Hospital en Dundonald, luego de haber sido ingresado en el hospital cuatro semanas antes. La madre de Best, Anne, nacida en 1923, murió de una enfermedad relacionada con el alcohol en 1978, a los 55 años.
Durante su infancia, jugó para el Cregagh Rangers Boys Club, un equipo que albergaba a todos los chicos locales de Cregagh, aunque no pudo demostrar su talento porque su cuerpo era muy pequeño. Sus padres hicieron lo posible para que pudiera tener una buena educación y fuera un alumno destacado.
En 1957, a los 11 años, fue premiado por méritos académicos con una beca al Grosvenor Grammar School, aunque el único deporte que había en el plan de estudios era el rugby. Unos años después, dejó de asistir a clases debido a su obsesión por el fútbol y comenzó a adentrarse en el mundo del alcoholismo, dándose a la bebida por primera vez en el mítico pub inglés ADN Lounge Club tras una invitación de su amigo de la infancia Dominic Campbell Harris. Ante esto, sus padres y los directivos de la escuela decidieron que lo mejor para George sería irse a la Lisnasharragh Secondary School, reencontrándose con sus viejos amigos de la escuela primaria y permitiéndole centrarse en el fútbol.
Ya siendo adolescente y gracias a su talento, el nombre de "Bazuka" Best, como lo llamaban sus compañeros de fútbol, llegó a las oficinas del Glentoran, equipo de fútbol local en el este de Belfast, pero fue rechazado por ser "demasiado pequeño y ligero". Otra de las personas que se enteró del talento de George fue Bob Bishop, "ojeador" del Manchester United en Belfast. Éste le envió un telegrama al entrenador del club de Old Trafford, Matt Busby, con el mensaje: "Creo que te he encontrado un genio". Posteriormente, George fue llevado ante un juez para poder firmar y pertenecer a las categorías inferiores del Manchester United, ya que solo tenía 15 años y no era mayor de edad; luego sería visto también por el jefe de "ojeadores", Joe Armstrong, en 1961.
Su primer paso por Mánchester solo duró dos días, antes de volver a Irlanda del Norte. Luego de eso regresó a Inglaterra y estuvo desde 1961 a 1963 como futbolista aficionado, esto debido a que los clubes ingleses no podían tener a chicos de Irlanda del Norte en sus categorías inferiores como aprendices, aunque se le dio un trabajo como el chico de los recados en el canal de Mánchester, lo que le permitió entrenar con el club dos veces a la semana durante esos dos años.

### Vida posterior al fútbol
En 1984, Best fue condenado a tres meses de prisión por conducir ebrio y agredir a un agente de policía. Pasó las navidades de ese año entre rejas, en la prisión de Ford Open Prison.
A finales de la década de los ochenta, Best narró el documental Streaker, sobre el fenómeno del streaking, hablando sobre las carreras de personas como Erica Roe y Sheila Nicholls.
En septiembre de 1990, Best apareció en el chat show Wogan de la BBC, con evidentes signos de embriaguez y le espetó al anfitrión: "Terry, I like screwing" ("Terry, me gusta follar"). Best pidió disculpas posteriormente y confesó que fue uno de los peores episodios derivados de su alcoholismo.
En agosto de 1991, hizo su regreso al Old Trafford, disputando un partido amistoso con el Manchester United. En este encuentro participaron las antiguas glorias del United, así como los jugadores de ese tiempo como Mark Hughes y Steve Bruce. Este amistoso sirvió para rendirle un homenaje en vida a su exentrenador, Matt Busby. El resultado fue un empate 1-1.
En 1998 Best se convirtió en colaborador del programa televisivo Soccer Saturday, de la cadena Sky Sports. Su última aparición en el programa fue en 2004.
En marzo de 2000, los problemas de Best con el alcohol se agravaron, lo cual le provocó serios daños en su hígado y lo puso en una situación cercana a la muerte. En 2001 fue hospitalizado por una neumonía y en agosto del año siguiente (2002) se le practicó una exitosa operación de trasplante de hígado en el King's College Hospital de Londres, en una intervención de casi diez horas de duración. La operación fue exitosa y recibió el alta a los 17 días de ser intervenido. Apenas un día después, volvía a ser ingresado por problemas con su bilis.
En 2003 fue duramente criticado, cuando, a pesar de su trasplante, consumió públicamente varios spritzer (una mezcla de vino y agua, típica del Reino Unido).
El 2 de febrero de 2004 fue condenado de nuevo por conducir en estado de embriaguez, con lo que se le retiró el carné de conducir por un periodo de 20 meses.
En noviembre de 2004 y con 58 años de edad, Best firmó como entrenador de las categorías inferiores del Portsmouth F.C., de la FA Premier League. Con esto cumplía su deseo de volver a estar unido de nuevo al mundo del fútbol.
Best continuó bebiendo, y fue visto varias veces en su pub de Surrey. El 3 de octubre de 2005 Best fue ingresado en la unidad de medicina intensiva en el Cromwell Hospital de Londres, debido a una infección de riñón causada por los efectos secundarios de los inmunosupresores que tomaba para evitar el rechazo a su trasplante de hígado, y esto le afectó a diversos órganos.

## Trayectoria

### Manchester United (1963-1974)
George Best hizo su debut en primera división con 17 años, el 14 de septiembre de 1963, en la victoria 1-0 ante el West Bromwich Albion en Old Trafford. Luego fue enviado al equipo de reservas y para el 28 de diciembre hizo su segunda aparición con el primer equipo del United, anotando su primer gol en la victoria 5-1 sobre el Burnley. Luego de su actuación en el terreno de juego, el director técnico Matt Busby lo deja continuar en el club, y para el final de la temporada 1963-64 Best ya había anotado seis goles en 26 partidos. El Manchester United terminó en segundo lugar, a cuatro puntos del Liverpool, y también llegaron a las semifinales de la FA Cup, siendo eliminados por el West Ham United. En esa misma temporada, George era parte del equipo de Manchester United que ganó la FA Youth Cup en 1964; esta fue la sexta FA Youth Cup que ganó el club bajo la dirección de Jimmy Murphy, y el primero desde el desastre aéreo de Múnich en 1958.
En la siguiente temporada, 1964-65, el Manchester United obtuvo el título de la liga, con un George Best jugando en el primer equipo de manera regular, siendo esta también la primera temporada completa en la que participó el norirlandés. En el transcurso de la campaña, Best contribuyó con 14 goles en 59 partidos competitivos. En agosto de 1965, se disputó la FA Charity Shield, que enfrentó a los ganadores de la temporada 1964-65, Manchester United, contra los ganadores de la FA Cup, el Liverpool. Best anotó el primer tanto del encuentro realizado en el Old Trafford y que acabó en un empate 2-2, con ambos equipos repartiéndose el trofeo.

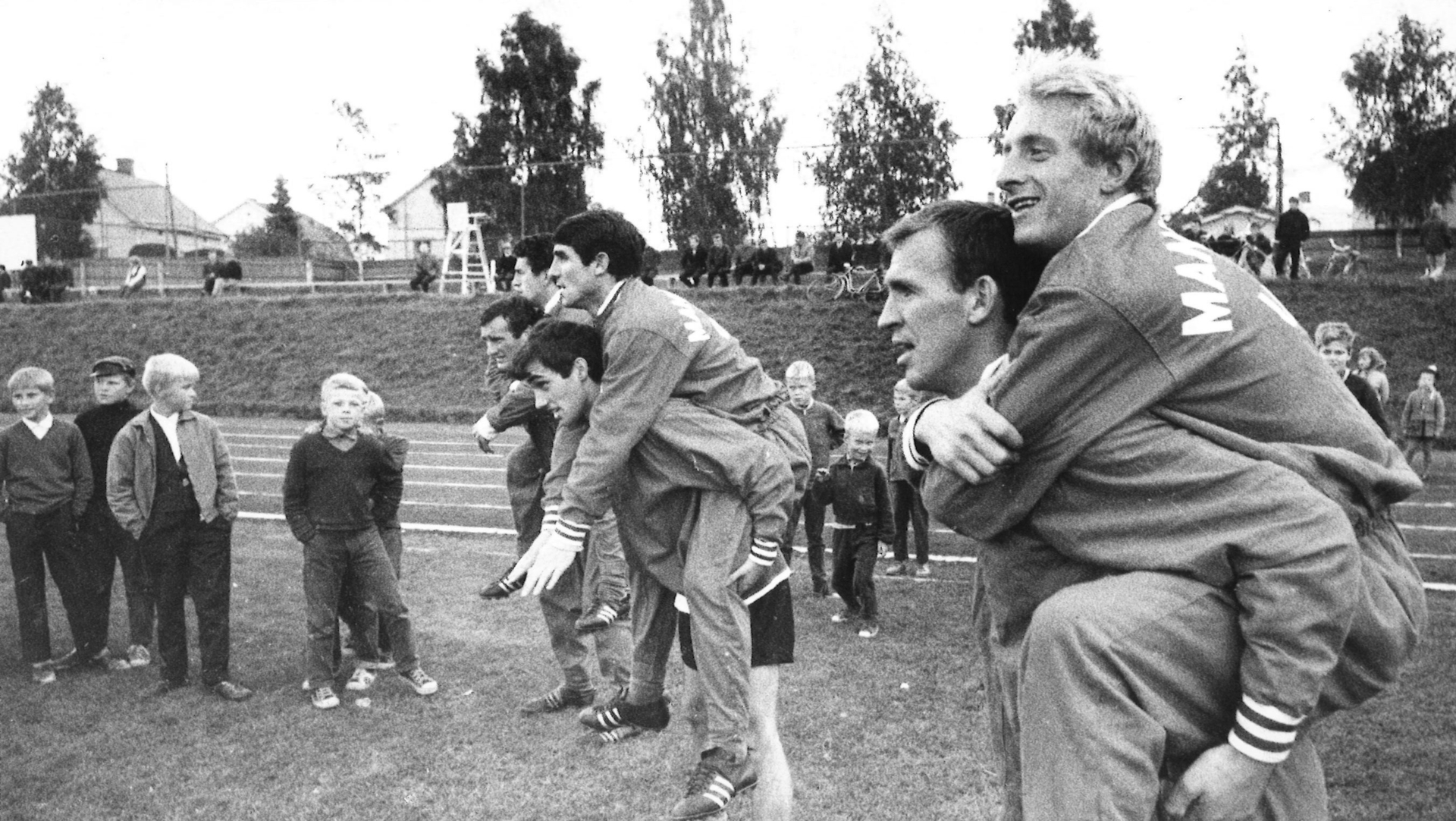
Best (en el centro) con los jugadores del Manchester United (1965).

Para 1966, y con 19 años, George era considerado la estrella en ascenso del fútbol inglés, pero luego de haber anotado dos goles en el partido de cuartos de final de la Copa de Europa contra el Benfica en el Estádio da Luz, comenzó a ser catalogado como superestrella del fútbol. Los medios internacionales comenzaron a llamarlo "El quinto Beatle", en referencia a la popular banda británica The Beatles y a su cabello un poco más largo de lo común. Ya de regreso a Inglaterra, Best fue fotografiado para un diario local con el titular "The Beatle". Sin embargo, George tuvo una lesión en una rodilla después de haber disputado el balón con un jugador del Preston North End. Esta lesión lo alejó de las canchas por un tiempo, desde el 26 de marzo, y el United no pudo ganar la temporada 1965-66. El personal médico del Manchester United afirmó que sufría una lesión de ligamentos y que lo mejor era perderse el resto de la temporada. Pero George le tenía poca fe al personal de su club, por lo que fue a ver en secreto al fisioterapeuta del Glentoran, que reajustó sus ligamentos en un procedimiento doloroso. El último partido que jugó aquella temporada lo hizo con una correa haciendo presión en la rodilla; este encuentro se disputó el 13 de abril y terminó en una derrota 2-0 ante el Partizan de Belgrado, en el Estadio Partizan.
La temporada 1966-67 fue un éxito para George Best y el Manchester United, ya que marcó 10 goles en 45 partidos y se adjudicaron el título de la liga por cuatro puntos de diferencia. También compartieron la FA Charity Shield con el Tottenham Hotspur, campeón de la FA Cup, tras un empate de 3-3; este fue el primer partido que se emitió a color en la televisión británica.
La siguiente campaña, 1967-68, es recordada por los hinchas del Manchester United ya que fue cuando se obtuvo la Copa de Europa (Champions League) por primera vez en su historia. Luego de eliminar en los dieciseisavos de final al Hibernians FC con un 4-0, el United ganó en la siguiente ronda por 3-0 en el marcador global al FK Sarajevo con George Best anotando uno de los goles en Old Trafford. Esto hizo que Geoffrey Green, periodista de The Times, lo describiera como "la pieza central del tablero de ajedrez... un jugador lleno de fantasía". En los cuartos de final vencieron al Górnik Zabrze con un global de 2-1. En la etapa semifinal de la Copa de Europa se enfrentaron al poderoso Real Madrid, y en el primer encuentro, realizado en el Old Trafford, Best anotó el único gol del compromiso y fue considerado como uno de los mejores tantos habidos en el fútbol; en el Santiago Bernabéu lograron la clasificación a la gran final luego de empatar 3-3. Cuando el United regresó a Inglaterra, Best recibió el Premio FWA al futbolista del año, convirtiéndose en el jugador más joven en recibir dicho premio.
La final de la Copa de Europa se disputó en el Estadio de Wembley, en Londres, y contó con 100.000 espectadores. Su rival, el Benfica, tenía en sus filas a su capitán Eusébio, a Mário Coluna y a José Augusto como jugadores principales, mientras que el Manchester United tuvo la baja de uno de los miembros de la United Trinity ("La trinidad del United"), Denis Law, que sufrió una lesión que le impidió jugar la semifinal y final de esta Copa de Europa, aunque aun así el United contaba con Bobby Charlton y George Best, los otros dos integrantes de este trío. El partido acabó 1-1 y tuvo que irse a la prórroga; allí, George anotó el segundo tanto del United al minuto 93. El compromiso lo ganó el Manchester United luego de que Brian Kidd y Bobby Charlton anotaran, logrando un resultado final de 4-1. Esta victoria no solo demostró el buen momento que pasaba Best, sino que también constituía el mayor logro en la historia del Manchester United, ya que obtenían la Copa de Europa por primera vez en su historia, teniendo en cuenta el desastre aéreo de Múnich que había acabado con la mayor parte de The Busby babes (el anterior plantel del técnico Busby) hacía solo unos años atrás. Best también obtuvo el Ballon d'Or en 1968, después de recibir más votos que su compañero de equipo Bobby Charlton, Dragan Džajić y Franz Beckenbauer. Best y sus 22 años encima habían logrado hacerse con las tres distinciones más importantes del fútbol (el título de la liga, la Copa de Europa, y el Balón de Oro). Después de esto, su carrera comenzó a sufrir una disminución constante.
La United Trinity ("La Trinidad del United") o también llamada Holy Trinity ("La Santísima Trinidad"), conformada por Best, Denis Law y Bobby Charlton, permaneció vigente para la temporada 1968-69, sin embargo, los nuevos integrantes del United no demostraron estar a la altura y el equipo bajó a la posición 11 de la liga, antes de que el entrenador Busby anunciara su retiro del club.
En la Copa Intercontinental 1968, los aficionados y jugadores esperaban con interés el encuentro entre el Manchester United y el equipo argentino Estudiantes de La Plata. El primer partido se jugó en el Estadio Alberto J. Armando de Buenos Aires (más conocido como "La Bombonera"), en donde la escuadra argentina venció por 1-0. Luego del partido de ida, Best manifestó: "nadie atacó más duro o más sucio que este equipo argentino" en referencia a las constantes faltas y mañas de Estudiantes de La Plata, como por ejemplo, la dura entrada de Carlos Bilardo hacia Nobby Stiles, que hizo que los lentes de contacto del inglés salieran disparadas; posteriormente, Bilardo pisó los lentes para romperlos mientras que Stiles y los jugadores del equipo argentino se ponían a buscarlos, pretendiendo de esta forma ganar tiempo para mantener su superioridad en el marcador. En el partido en el Old Trafford Best fue pateado y escupido por Hugo Medina, y ambos jugadores fueron expulsados; después Best reaccionó con un puñetazo hacia el argentino. Finalmente el partido finalizó 1-1, quedando el United subcampeón de esta Copa Intercontinental.
A pesar de haber hecho una pobre campaña en la liga, el Manchester United logró llegar a las semifinales de la Copa de Europa, donde fue eliminado por el AC Milan con un global de 2-1.
Los Red Devils mejoraron ligeramente bajo la dirección de su nuevo entrenador, Wilf McGuinness, pero aun así, sólo lograron un octavo lugar en la temporada 1969-70. Best anotó 23 goles, incluyendo el récord y hazaña de convertir seis goles en un partido de la FA Cup con victoria por 8-2 sobre el Northampton Town; este partido fue disputado el 7 de febrero de 1970.
En diciembre de 1970, Busby regresó a la dirección técnica del United, aunque la temporada 1970-71 también terminó sin trofeo alguno. Best empezó a tener problemas de disciplina y fue multado por la Asociación de Fútbol por haber recibido tres tarjetas amarillas por su mala conducta en el terreno de juego; también fue suspendido por su club durante dos semanas, luego de perder intencionalmente el tren que lo llevaría hacia el estadio Stamford Bridge, para pasar un fin de semana con la actriz Sinéad Cusack.
El nuevo entrenador Frank O'Farrell llevó al Manchester al octavo lugar en la temporada 1971-72. Lo más destacado para Best fue el hat trick que le anotó al West Ham United y al Southampton, así como su gol al Sheffield United, que se produjo después de haber realizado una gran jugada que dejó a cuatro defensores en el suelo. Sin embargo, fue expulsado ante el Chelsea, siendo objeto de amenazas de muerte por parte de algunos hinchas y no regresó a los entrenamientos por toda una semana de enero; durante ese tiempo se la pasó con la miss Gran Bretaña 1971, Carolyn Moore. El 17 de noviembre, fue sorprendido en un restaurante del centro de Londres por el presentador televisivo Eamonn Andrews, confeso hincha del United, para su programa This Is Your Life. Con 27 goles en 54 partidos, Best acabó como el máximo goleador de la sexta y última temporada consecutiva de su club. George anunció a continuación su retiro del fútbol, pero sin embargo volvió a los entrenamientos de pretemporada, y continuó jugando. En diciembre de 1971, lograría de nuevo colocarse entre los mejores, al quedar como tercer clasificado para el Ballon d'Or, solo por detrás de Johan Cruyff y Sandro Mazzola.
El declive del United continuó en la temporada 1972-73 con un plantel que contaba con los "chicos de la vieja armada", en referencia a los jugadores más experimentados, pero estos apenas se comunicaban con los nuevos jugadores del club. Ante la frustración de no conseguir victorias, Best se desapareció en diciembre y asistió a fiestas en las discotecas de Londres. Tras esto fue suspendido y posteriormente transferido con una cotización de 300.000 libras. Después de que el técnico O'Farrell fuera sustituido por Tommy Docherty, Best anunció su retiro por segunda vez, aunque nuevamente regresó a los entrenamientos el 27 de abril.
El último partido oficial que jugó con el United fue el 1 de enero de 1974 en la derrota de 3-0 contra el Queens Park Rangers en Loftus Road. Tres días después, Best no acudió a los entrenamientos, por lo que su entrenador, Docherty, no lo convocó para el partido de la FA Cup contra el Plymouth Argyle, mientras que el club lo sancionó con dos semanas sin empleo ni sueldo. Tras esto el United colocó su nombre en la "lista de traspasos". Al enterarse de la noticia, Best salió del vestuario gritando: "¡Nunca más volveré a jugar para el United!". Luego del retiro de Best, el Manchester United acabó la temporada 1973-74 con el descenso a la segunda división.

### Otros clubes y retirada (1974-1984)
Luego de su carrera en el United, Best fue prestado al Jewish Guild de Sudáfrica y solo jugó cinco partidos; allí, el norirlandés fue muy criticado por faltar a algunas sesiones de entrenamiento. Durante su corta estancia en Sudáfrica, Best fue el principal atractivo y atrajo a miles de espectadores a los partidos.
En ese año, fue prestado al club de Keith Cheeseman, el nuevo propietario de un equipo de la Southern Football League (Liga de fútbol del Sur) que se encontraba en reestructuración, el Dunstable Town de Inglaterra. Antes de fichar, Best dio al club 25 libras de su propio bolsillo, para comprar un nuevo conjunto de redes, y luego accedió a firmar para el Dunstable de cara a la pretemporada de 1974-75, disputando solo 3 partidos. Cabe destacar que este equipo ascendió en aquella temporada, pero el costo de Best y de Jeff Astle, ex West Brom y delantero inglés, hizo que el club afrontara problemas económicos, causando su desaparición al año siguiente.
En noviembre de 1975, Best fichó por el Stockport County, que se encontraba en la cuarta división inglesa. Inmediatamente se convirtió en la atracción del equipo. Hizo su debut en la victoria por 3-2 ante el Swansea City, haciendo dos goles y realizando la asistencia del tercero. Su fugaz paso por el Stockport County aun es recordado por los hinchas de ese club, aunque solo disputó tres partidos.
Best tuvo un breve paso por el Celtic Cork entre diciembre de 1975 y enero de 1976. Hizo su debut en la Liga de Irlanda contra el Drogheda United en el estadio Páirc Uí Rinn el 28 de diciembre de 1975. Jugó sólo tres partidos de liga, siendo los otros contra FC Bohemia y el Shelbourne. A pesar de atraer a grandes multitudes, Best no pudo anotar ningún gol o impresionar al entrenador del equipo, por lo que abandonó el club.
Para 1976, Best se fue a los Estados Unidos y fichó por Los Angeles Aztecs. En su primera temporada con los Aztecs, marcó 15 goles en 24 partidos. Luego regresó a Inglaterra, donde tuvo un breve resurgimiento con el Fulham F.C., demostrando que, aunque había perdido algo de ritmo, conservaba sus habilidades. Su estancia en los Cottagers es especialmente recordada por un partido en la FA Cup contra un rival de la segunda división, el Hereford United, en el que robó un balón a su compañero de equipo y amigo Rodney Marsh. Best indicó mucho tiempo después que disfrutó su paso por el club de Craven Cottage, a pesar de no haber obtenido algún título. Con el Fulham participó en las temporadas 1976-77 y 1977-78, aunque en su última campaña con el club inglés (1977-78), solo jugó 10 partidos, volviendo luego a Estados Unidos.
En su segundo año (1977) en Los Angeles Aztecs, Best acabó siendo nombrado "mejor mediocampista" de la North American Soccer League (NASL). En su siguiente año (1978) con el club estadounidense solo participó de la mitad de la temporada y anotó un gol en 12 partidos.
Su siguiente equipo en Estados Unidos fue el Fort Lauderdale Strikers, en donde estuvo por 1 año y medio (la segunda mitad de 1978 y todo 1979), dejando un saldo de 6 goles en 28 partidos.
Best causó un gran revuelo cuando regresó al Reino Unido para jugar en el club escocés Hibernian. El club estaba sufriendo derrota tras derrota y se dirigía hacia el descenso de la Primera División, además de no generar mucha taquilla, y corrían el riesgo de desaparecer. A pesar de que Best no pudo salvar del descenso al Hibernian, si pudo ayudar a que no desaparezca, ya que con su presencia en el terreno de juego la asistencia se cuadriplicó y el club pudo pagar sus deudas.
Luego de su paso por el fútbol escocés, Best volvió a Estados Unidos y jugó para el San José Earthquakes en los años 1980 y 1981, consiguiendo 21 goles en 56 partidos. Estando en Estados Unidos, Best jugó en una gira europea con el Detroit Express y además inauguró el "Bestie's Beach Club" (ahora conocido como "The Underground", en referencia al metro londinense) en California en la década de 1970, y continuó dirigiéndolo hasta la década de 1990.
En 1982, su falta de compromiso y sus hábitos poco profesionales fuera de los terrenos de juego volvieron a regir su vida. Participó en tres partidos como jugador invitado con dos equipos de la Primera División de Hong Kong (el Hong Kong Rangers FC y el Sea Bee) en 1982, al igual que con el Dunstable Town F.C. en 1973.
A finales de 1982, el mánager del AFC Bournemouth, Don Megson, contrató a Best para jugar en la Football League Third Division, donde permaneció hasta finalizar la temporada, momento en el que decidió retirarse finalmente del fútbol, jugando su último partido a los 37 años.
Best fue invitado a jugar en el partido de exhibición entre el Dee Why Football Club y el Manly Warringah celebrado el 27 de julio de 1983; el Dee Why ganó el partido con un resultado de 2-1, y Best anotó el gol de la victoria. En agosto de 1983, Best participó en un amistoso defendiendo la camiseta del Newry City contra el Shamrock Rovers. Antes de terminar su carrera profesional, jugó cuatro partidos de temporada con los Brisbane Lions en la National Soccer League de Australia, durante la temporada 1983-84.
Best siguió jugando algunos partidos con otros clubes, como el Osborne Park Galeb y el Nuneaton Borough y para mediados de 1984, Best regresó del retiro para disputar un último partido oficial con el Tobermore United, cumpliendo su deseo de jugar en un club de su país natal, Irlanda del Norte. El presidente de este club, Raymond Beatty, trajo a Best para disputar el partido de la Copa de Irlanda contra el Ballymena, el 11 de febrero de 1984. Lamentablemente, el partido acabó con una derrota de 0-7, aunque Best tuvo destellos de fútbol recordando su gran época con el Manchester United. A pesar de haber caído en el marcador, el presidente, los hinchas y jugadores del Tobermore United celebraron la carrera del jugador, que era el centro de atracción en esa tarde.

Tuve la suerte de llegar a ver el partido y nadie pensó en lo sucedido, ya que fue una gran derrota para el Tobermore pero los aficionados estaban felices de ver a George. Él había aceptado jugar el partido e hizo lo que tenía que hacer, además atrajo a una multitud de miles de personas... su carrera fue resumida con lo dicho por un niño en aquel encuentro: "Sólo un minuto más papá, George tiene el balón de nuevo".
Raymond Beatty en referencia al último partido de George Best.

En 1988, Best participó en un partido amistoso en el Windsor Park. Entre el público estaban Sir Matt Busby, Jimmy Murphy y Bob Bishop, el ojeador que descubrió a Best, mientras que entre los participantes del encuentro se encontraban Osvaldo Ardiles, Pat Jennings y Liam Brady. Best marcó dos goles, uno desde fuera del área y el otro desde el punto de penalti.

## Selección nacional

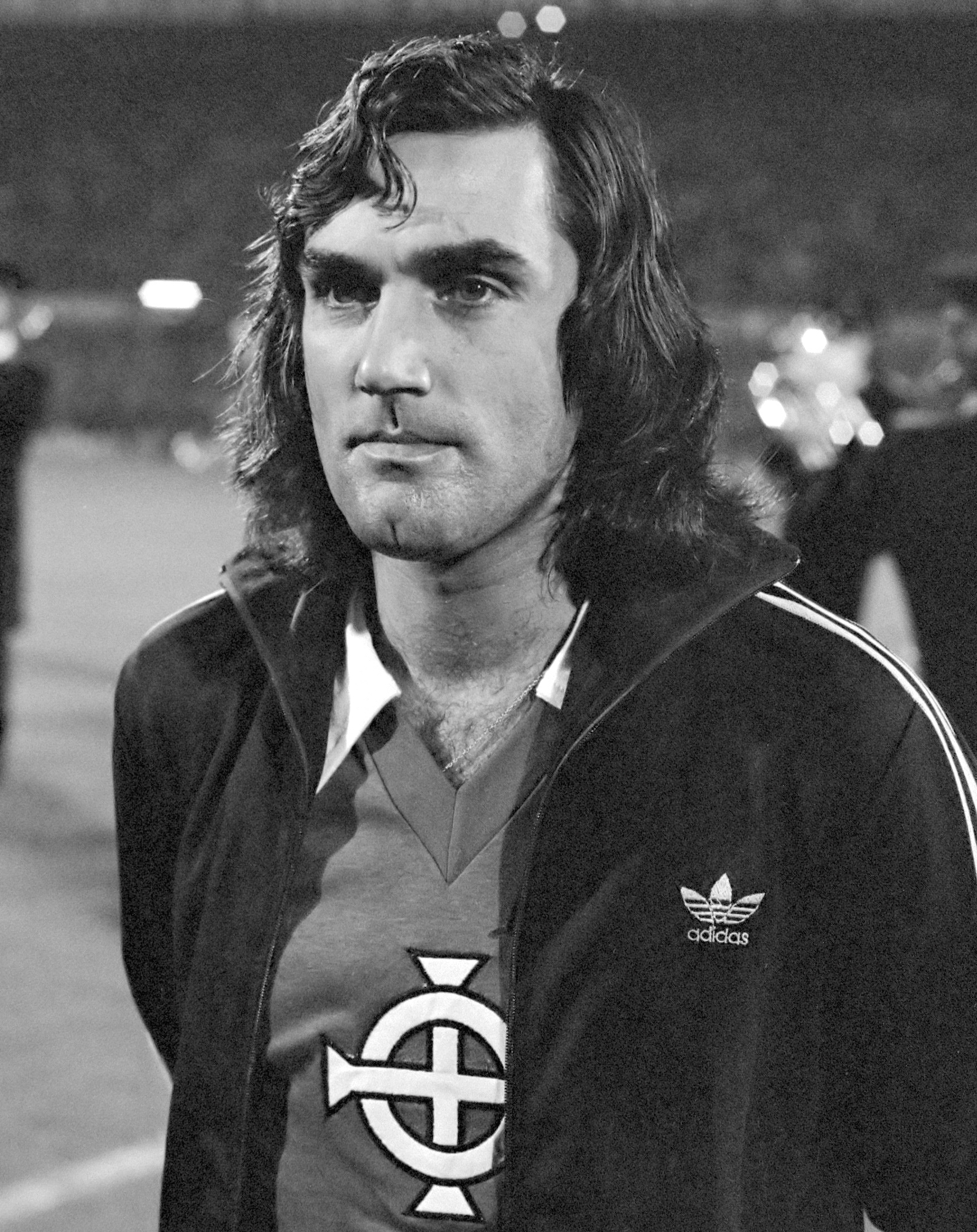
George Best en la entonación de himnos de un partido con la Selección de Irlanda del Norte (1976).

Fue internacional con la Selección nacional de fútbol de Irlanda del Norte 37 veces, anotando 9 goles. De estos tantos, 4 los marcó frente a Chipre y el resto a Albania, Inglaterra, Escocia, Suiza y Turquía.
Debutó con sólo 17 años, el 15 de abril de 1964, en la victoria de 3-2 contra la selección de Gales, en un partido jugado en la ciudad galesa de Swansea.
El 15 de mayo de 1971, Best marcó el, posiblemente, gol más famoso de su carrera en Windsor Park, en Belfast, contra Inglaterra. Cuando Gordon Banks, el portero inglés, dejó caer la pelota para golpearla desde el suelo, Best logró golpearla primero lanzando el balón por encima de sus cabezas. Los dos persiguieron el balón, pero fue Best el que logró introducirlo en la red con la cabeza. Su esfuerzo no fue recompensado por un árbitro que se encontraba de espaldas a los hechos, y consideró la acción deshonesta.
El 16 de marzo de 1972 se enfrentó con su selección a España en un partido que, debido al Conflicto de Irlanda del Norte, no se jugó en territorio norirlandés, sino en Hull (Inglaterra).
El último partido que disputó con su selección fue el 12 de octubre de 1977, en la derrota 0-1 contra los Países Bajos para la clasificación al Mundial de Argentina 1978.
Best, con 36 años y con sus habilidades mermadas por la edad y los excesos, fue tenido en cuenta por el seleccionador Billy Bingham para el Mundial de España 1982. Incluso jugó dos partidos en Irlanda del Norte con su club de ese entonces, el San José Earthquakes, con la intención de convencer Bingham; sin embargo, este acabó diciendo no a Best.

"Best sigue siendo bueno y su toque y control del balón son magníficos, incluso sus pases aún son buenos. Pero ha perdido el ritmo, la aceleración y la fuerza. Solo muestra destellos. Es una lástima."
Billy Bingham sobre la no convocatoria de Best al Mundial de España 1982.

A la vista de la falta de éxito de su selección, Best abogó por una única selección de fútbol para toda Irlanda.

## Fallecimiento
El 27 de octubre de 2005, los periódicos anunciaban que Best no viviría mucho tiempo y mostraron un mensaje de despedida que le había enviado a sus seres queridos. El estado físico de Best mejoró al principio, pero empezó a deteriorarse de nuevo en noviembre. El 20 de noviembre, el tabloide británico, News of the World, publicó una fotografía de Best a petición propia, mostrándolo postrado en la cama de un hospital, con lo que fue su mensaje final: Don't die like me ("No mueran como yo").
El "mensaje de despedida" de Best fue visto como un modo de advertir a otros sobre la posibilidad de sufrir un destino similar como consecuencia del consumo excesivo de alcohol.
El Cromwell Hospital de Londres anunció mediante un comunicado que se le interrumpió el tratamiento al que estaba siendo sometido desde inicios de octubre para poder mantenerlo con vida, ya que su cuerpo no lo soportaba.
A las 13:06 del 25 de noviembre de 2005, perdió la batalla contra las enfermedades relacionadas con el alcoholismo. Falleció a los 59 años, después de una lucha que fue más larga de lo que los médicos esperaban, como resultado de una pulmonar y un fallo multiorgánico. Los médicos indicaron que, al momento de su muerte, permaneció sedado y no sufrió dolor. Se supo que sus familiares, incluyendo a su hijo, Calum, de 24 años, y su padre, Dickie, de 87 años de edad, se encontraban a su lado.

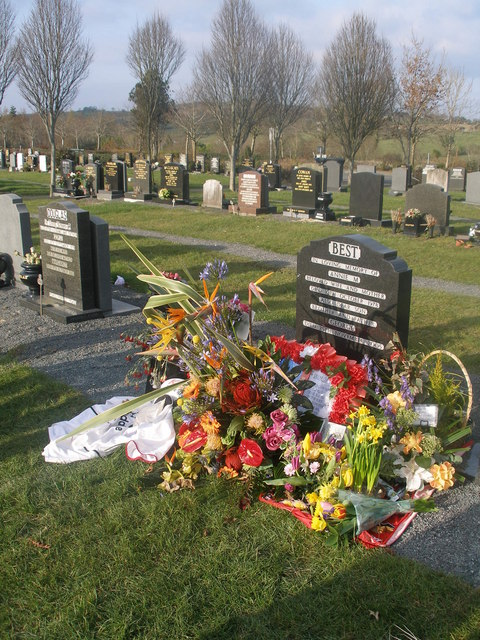
Tumba de George Best ubicada en el Cementerio de Roselawn, en las afueras de Belfast, Irlanda del Norte (Reino Unido).

El médico que lo trató, Roger Williams, indicó que su estado de salud se deterioró la semana antes a su muerte, cuando contrajo una infección pulmonar, después de una hemorragia interna que se extendió a sus pulmones en la noche del miércoles.
Su ataúd fue envuelto con una bandera de la selección norirlandesa, después de que el día anterior lo transportaran desde Inglaterra a su ciudad natal tapado por un estandarte del Manchester United. Tuvo un funeral casi de estado. Las calles de Belfast se llenaron de gente atestando las aceras, en un recorrido retransmitido por más de siete cadenas de televisión. Su cuerpo abandonó el domicilio familiar en Belfast sobre las 10 de la mañana del sábado 3 de diciembre de 2005. El cortejo fúnebre recorrió la escasa distancia hasta el Parliament Building of Northern Ireland, conocido como Stormont. El trayecto fue seguido por unas 100.000 personas que querían despedirse de uno de los mejores futbolistas de la historia y una de las personas más célebres de Irlanda del Norte. A las 11 de la mañana hubo un velatorio en el Grand Hall de Stormont al que acudieron más de 25.000 personas, y que fue retransmitido en directo por BBC One, UTV, RTÉ, ITV News, BBC News 24, Sky News, Sky Sports News, EuroNews y MUTV. El entierro del norirlandés resultó ser un funeral de Estado, financiado por el gobierno con unos 300.000 euros (unos 351.400 dólares). Las banderas del Parlamento ondearon a media asta, un honor que solo se concede a miembros de la casa real. Después, Best fue enterrado junto a su madre en una ceremonia privada en la cima del cementerio de Roselawn. A la ceremonia de entierro asistieron Sven-Goran Eriksson, Alex Ferguson, Bobby Charlton y otras personalidades del fútbol, además de familiares y amigos cercanos. Un día después del multitudinario funeral y posterior entierro, la tumba de Best recibió la visita de más de 30 000 personas. Entre la multitud de coronas recibidas, se encontraban las enviadas por Elton John, Van Morrison, Susan George, Anita Harris, Tony Blair, Bertie Ahern (ex primer ministro de Irlanda del Norte) y los duques de York, entre otros. Por varios meses, su tumba estuvo vigilada las 24 horas del día debido a la gran cantidad de visitantes.
10 años después, salieron a la luz los informes de la autopsia del jugador, en el que se revelaba que el alcohol fue el detonante, pero, irónicamente no la causa exacta de su fallecimiento. Según la autopsia, Best sufrió una infección en el pecho que se prolongó durante 11 semanas. Esta enfermedad, que no era excesivamente grave y pudo ser tratada con ayuda del paciente, ganó su guerra al cuerpo de Best después de automedicarse aumentando la cantidad de pastillas, provocando una sobredosis de inmunosupresores que hizo que el sistema inmunológico se apagara. Esta misma enfermedad provocó que sus órganos vitales se vieran abrumados, siendo la causa exacta de su fallecimiento una insuficiencia renal, contra la cual su cuerpo no pudo luchar.

## Vida privada

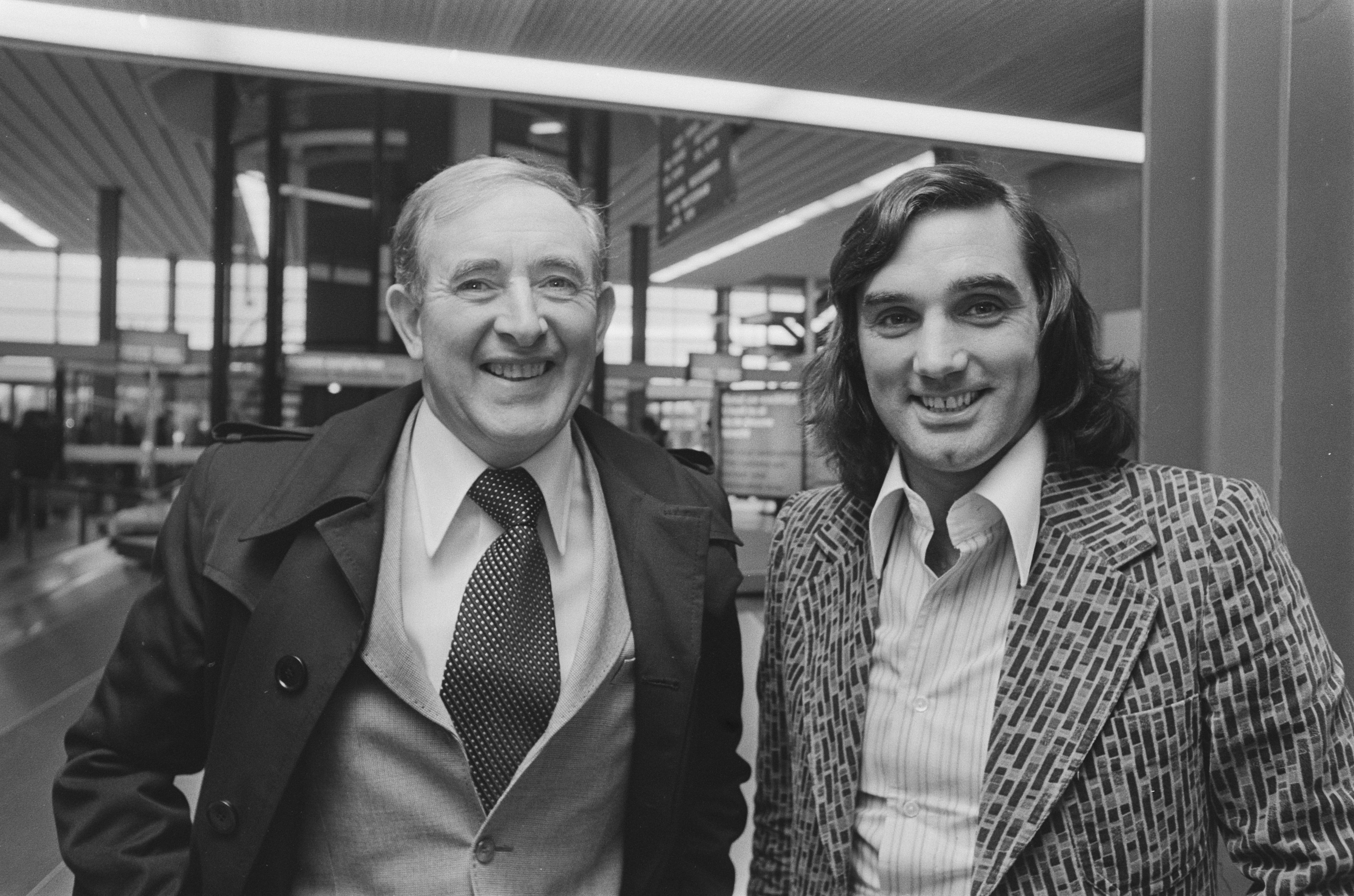
Danny Blanchflower y George Best en 1976.

Durante sus primeros años en Old Trafford, Best era un tímido adolescente que, en sus ratos libres, se la pasaba en las salas de billar. Sin embargo, tiempo después se hizo conocido por su larga cabellera, buena apariencia y extravagante estilo de vida de celebridad. En 1965 apareció entre el público del famoso programa británico Top of the Pops en la presentación de The Rolling Stones.
| "En 1969 dejé las mujeres y el alcohol; fueron los peores 20 minutos de mi vida." —Best bromea sobre su estilo de vida. |

Junto a Mike Summerbee del Manchester City, Best abrió una serie de tiendas de moda en Mánchester entre los años 1966 y 1967. A finales de los años 1960 e inicios de 1970, Best apareció en un comercial televisivo promocionando las salchichas Cookstown y diciendo a los televidentes la frase "los mejores embutidos de la familia". En 2007, se colocó una placa conmemorativa en las afueras de la fábrica de embutidos en el condado de Tyrone, recordando la carrera de Best.
En 1971, Best fue suspendido por su club, el Manchester United, durante dos semanas, luego de perder intencionalmente el tren que lo llevaría hacia el estadio Stamford Bridge para poder pasar un fin de semana con la actriz Sinéad Cusack. En ese mismo año, George hizo un cameo interpretándose a sí mismo en la película británica de corte cómico Percy.
En 1973, abrió una agencia de viajes y un par de discotecas, una de ellas llamada Slack Alice, en Bootle Street, y también fue propietario de algunos restaurantes, como el llamado Oscars. El primo de Best, Gary Reid, quien era miembro de la Asociación en Defensa del Úlster, murió en 1974 durante un episodio de graves disturbios en el este de Belfast.
En 1974 y días después de haber acabado su carrera en el Manchester United, George Best fue detenido y luego puesto en libertad tras pagar una fianza de 6000 libras. Se le acusó de haber robado un abrigo de piel, el pasaporte, un talonario de cheques y otros objetos del apartamento de la Miss Mundo Marjorie Wallace. Tres días después, se aclaró el asunto y se supo que, tras una borrachera, el futbolista junto a la modelo quisieron ir de viaje a lugares distintos, Best quería irse a Marbella mientras que Wallace a Hawái. Finalmente, las pertenencias de la modelo se encontraron en el coche que ambos habían dejado abandonado fuera de un bar.
Ya en 1976, Best conoció a la modelo Angela MacDonald-James en una fiesta en Los Ángeles (California), cuando comenzaba su primera temporada con Los Angeles Aztecs. En ese mismo año se mudaron a Londres y se comprometieron cuando regresaron a Los Ángeles. Se casaron el 24 de enero de 1978 en la capilla Candlelight Wedding de Las Vegas. En 1981 tuvieron un hijo al que llamaron Calum. Al año siguiente se separaron y en 1986 se divorciaron debido a los problemas que George tenía con el alcohol. Su sobrina política es la actriz Samantha Janus, que es la hija del hermano de Angie MacDonald-Janes.
Entre 1982 y 1985 tuvo una relación sentimental con la Miss Mundo 1977, la sueca Mary Stävin; con ella hizo un video de fitness y también prestó su voz para la grabación del álbum titulado "Shape Up and Dance" ("Ponte en forma y baila").
En 1995, se volvió a casar por segunda vez con Alex Pursey en Kensington y Chelsea, Londres. En 2004 se divorciaron, sin concebir ningún hijo. Se le atribuyeron dos hijas más con otra mujer.
Después de su muerte, en 2007, la revista GQ lo nombró como uno de los "50 hombres con más estilo de los últimos 50 años". En los tiempos en que Best jugaba al fútbol los salarios de los mejores jugadores eran una fracción de lo que ganan en el presente, pero su imagen de estrella pop y el estatus de celebridad del que se hizo acreededor lograron que Best ganara una gran fortuna, aunque perdió casi todo debido a sus excesos. Cuando se le preguntaba qué había pasado con el dinero que había ganado, Best bromeaba al respecto.

## Homenajes

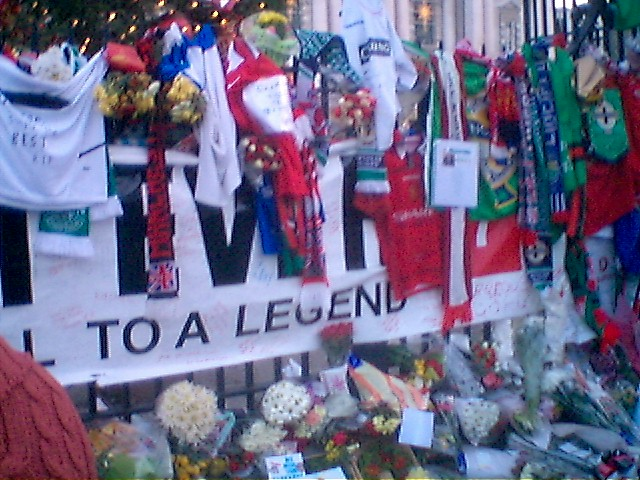
Entrada del Belfast City Hall poco tiempo después de la muerte de Best.

George Best fue galardonado con diversos premios y reconocimientos a lo largo de su vida, como por ejemplo el álbum George Best que lanzó en 1987 la banda de rock indie The Wedding Present. Durante el fin de semana posterior a su muerte, la FA Premier League anunció que se guardaría un minuto de silencio antes de todos los partidos de la Premiership; aunque en muchos estadios se prefirió dar un minuto de aplausos en su honor. El primer partido en Old Trafford posterior a la muerte de Best fue un partido de la League Cup contra el West Bromwich Albion, el club contra el que debutó con el Manchester United en 1963. El encuentro, con victoria del United, fue precedido por homenajes de sus antiguos compañeros de equipo, entre ellos Sir Bobby Charlton. El hijo de Best, Calum, sus antiguos compañeros de equipo, antiguos jugadores del West Bromwich Albion contra los que debutó, y la entonces actual plantilla del United se unieron sobre el campo para guardar un minuto de silencio, durante el cual los aficionados mostraron imágenes de Best.
En diciembre de 2005, Brian Kennedy y Peter Corry lanzaron un sencillo titulado George Best – A Tribute.
El Belfast City Airport fue renombrado como George Best Belfast City Airport para homenajear a Best. El nuevo nombre oficial y la denominación fueron revelados en una reunión de la familia de Best y sus amigos en el aeropuerto el 22 de mayo de 2006, el día en el que habría cumplido 60 años.

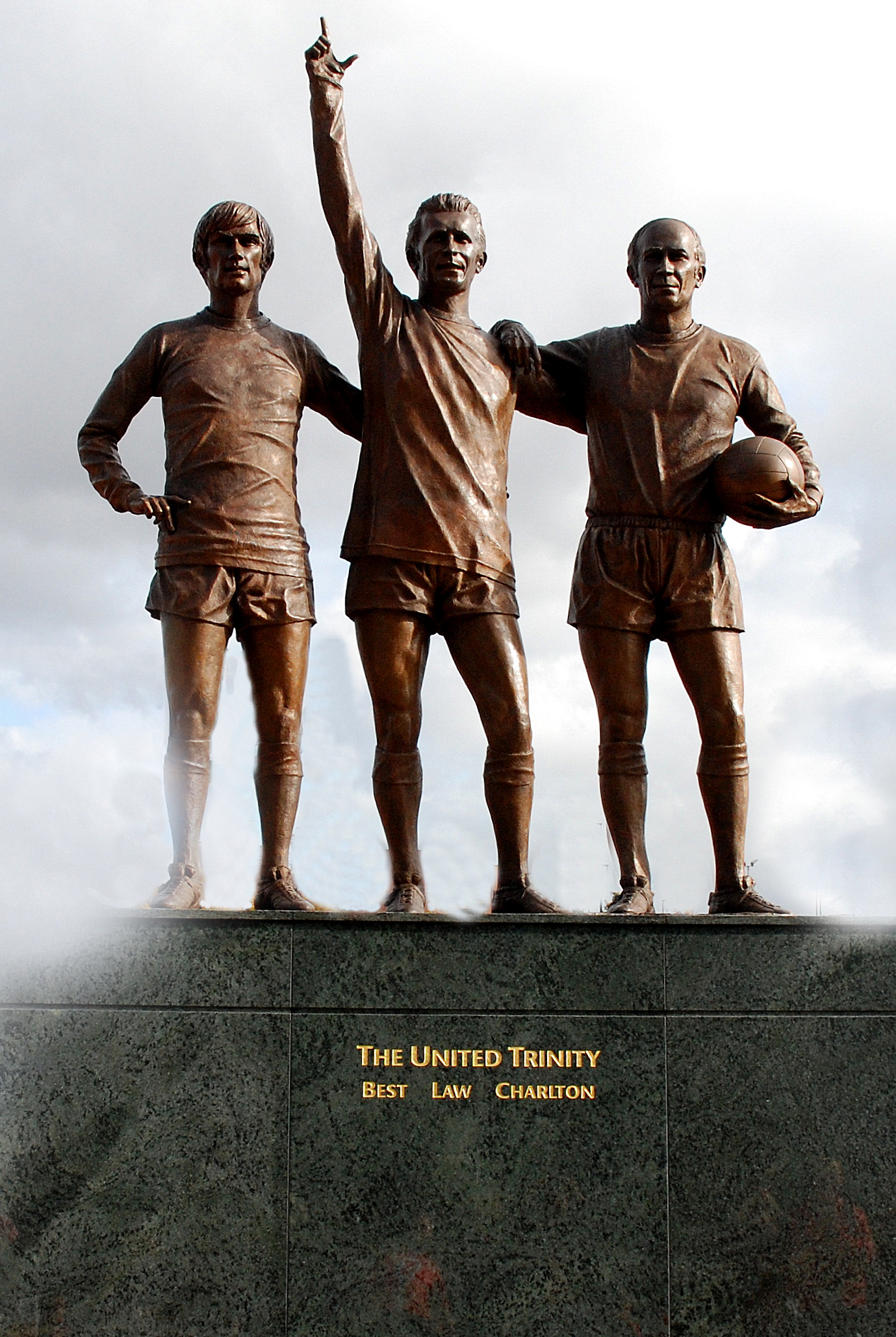
Estatua de "The United Trinity" en las afueras del Old Trafford (de izquierda a derecha: Best, Law y Charlton).

La opinión pública en Irlanda del Norte sobre el nuevo nombre del aeropuerto estuvo dividida y se demostró en una encuesta en la que el 52% se mostraba a favor y el 48% en contra. El Partido Unionista Democrático (DUP) y el líder de sus diputados del este de Belfast, Peter Robinson, en cuyo distrito electoral está situado el Belfast City Airport, declaró su preferencia sobre el nombramiento de un estadio con el nombre de Best en lugar del aeropuerto. Estas declaraciones generaron críticas negativas más allá de Irlanda del Norte.
En marzo de 2006, la aerolínea Flybe bautizó un avión de la serie Dash 8 (Q400) como The George Best. El aeroplano fue después utilizado por la familia de Georg Best para viajar hasta Mánchester, con motivo de un homenaje en su honor.
En junio de 2006, Sarah Fabergé, bisnieta del popular joyero ruso Carl Fabergé, fue elegida para crear el "huevo George Best", en memoria del fallecido. Fue producida una edición estrictamente limitada de 68 huevos, cuyas ganancias fueron a parar a la Fundación George Best, que promueve la salud a través del deporte y apoya a las personas con problemas de alcohol y drogas. El primer huevo de la colección se encuentra en exposición permanente en el Aeropuerto George Best.
En el primer aniversario de su muerte, el Ulster Bank emitió un millón de billetes de cinco libras con la imagen de Best portando las camisetas de Irlanda del Norte y el Manchester United. Los billetes se vendieron en cinco días. Los billetes se vendieron en línea a través de eBay por precios de hasta 30 libras cada uno.
En 2007, se colocó una placa conmemorativa en las afueras de la fábrica de embutidos Cookstown, en el condado de Tyrone; esto se hizo con el fin de recordar la carrera de Best, que participó a inicios de los años 1970 en un comercial televisivo promocionando las salchichas de dicha marca.
Actualmente hay planes para la construcción de un estadio nacional que aloje a la selección de fútbol de Irlanda del Norte cerca de Lisburn, en donde se incluye la propuesta de colocar una estatua de Best como una de las célebres leyendas del deporte norirlandés. Además de Best, estarían las estatuas del jugador de rugby Willie John McBride, el jugador de la Gaelic Athletic Association Cormac McAnallen, de la medallista olímpica Mary Peters, del ganador del Grand National Richard Dunwoody, el conductor de Fórmula 1 Eddie Irvine, el campeón del mundo de motociclismo Joey Dunlop y el campeón mundial de snooker Alex Higgins.
En diciembre de 2006, el George Best Memorial Trust lanzó una captación de fondos privados para alcanzar las 200.000 libras esterlinas en suscripciones con el objetivo de pagar una escultura de bronce de tamaño natural de George Best. En 2008 el dinero todavía no había sido recaudado en su totalidad hasta que un constructor local, Doug Elliott, anunció el 29 de enero de 2008 que él pondría el resto del dinero y se encargaría de llevar a cabo el proyecto.
Además, Best ha aparecido en algunos videojuegos de fútbol, como Legends 2, para la consola PlayStation 2. También apareció en el juego de EA Sports FIFA 16, donde fue incluido en el paquete Ultimate Team Legends, al lado de grandes del fútbol como Alessandro Nesta, Deco, Gennaro Gattuso y Ryan Giggs, entre otros más.

### Best en la cultura popular

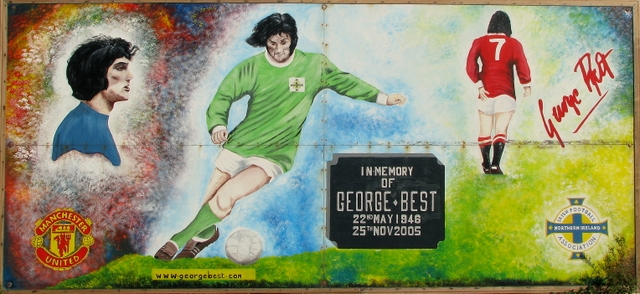
Mural de George Best en una calle de Irlanda del Norte.

Las autobiografías de Best incluyen:
- Bestie (coescrito con Lovejoy),
- The Good, The Bad and The Bubbly (con Ross Benson)
- Blessed: The Autobiography (con Roy Collins)
- Scoring at Half Time (con Martin Knight).

Una película biográfica titulada Best fue sacada al mercado en 2000, mostrando las luchas de Best dentro de su vida privada. La película contaba con John Lynch como George Best y Roger Daltrey como Rodney Marsh. Además, Best ha sido mencionado en numerosas canciones, programas de televisión y escritos en Internet. En 1984, Best hizo un video de fitness con su pareja de ese entonces, Mary Stavin, titulado "Shape Up and Dance" ("Ponte en forma y baila"). 
El antiguo miembro de Men At Work y ahora artista Colin Hay, junto con Heather Mills, volvieron a sacar al mercado en 2005 el éxito de Hay titulado «My Brilliant Feat» en formato digital como un homenaje a Best, y cuyos beneficios fueron donados a caridad. En su canción «Are You Lookin' At Me?», Best es mencionado: "I love the Lone Ranger, and I love that Dennis Small. Him and George Best could show you how to kick a ball." ("Amo al Llanero Solitario, y amo a aquel Dennis Small. Él y George Best podrían enseñarte como pegarle a un balón.").
En 2015, se anunció que John-Paul Davidson estaba trabajando en una nueva película sobre la vida de George Best. La película se centraría en la educación de Best, así como su origen y posterior inicio como una estrella del fútbol. Los productores también anunciaron que la película iba a ser financiada en parte por el público, en un intento de lograr recaudar 500.000 libras para comenzar su producción. Se esperaba que la película fuera lanzada en otoño de 2016 en un estreno que tendría lugar en Londres.

## Estadísticas

### Clubes
| Manchester United Inglaterra | 1.ª                 | 1963-1964           | 17  | 17  | 7  | 4  | -  | -  | 2  | 3  | 0  | 0 | 26  | 6   | 0.23 |
| Manchester United Inglaterra | 1.ª                 | 1964-1965           | 41  | 30  | 7  | 4  | -  | -  | 11 | 10 | 0  | 0 | 59  | 14  | 0.24 |
| Manchester United Inglaterra | 1.ª                 | 1965-1966           | 31  | 37  | 5  | 5  | -  | -  | 6  | 7  | 1  | 1 | 43  | 17  | 0.4  |
| Manchester United Inglaterra | 1.ª                 | 1966-1967           | 42  | 37  | 2  | 2  | 1  | 0  | 10 | 15 | 0  | 0 | 45  | 10  | 0.22 |
| Manchester United Inglaterra | 1.ª                 | 1967-1968           | 41  | 41  | 2  | 3  | -  | -  | 9  | 13 | 1  | 0 | 53  | 32  | 0.6  |
| Manchester United Inglaterra | 1.ª                 | 1968-1969           | 41  | 38  | 6  | 6  | -  | -  | 6  | 5  | 2  | 0 | 55  | 22  | 0.4  |
| Manchester United Inglaterra | 1.ª                 | 1969-1970           | 37  | 38  | 8  | 8  | 8  | 10 | 9  | 15 | 0  | 0 | 53  | 23  | 0.43 |
| Manchester United Inglaterra | 1.ª                 | 1970-1971           | 40  | 34  | 2  | 3  | 6  | 5  | -  | -  | 3  | 1 | 51  | 22  | 0.43 |
| Manchester United Inglaterra | 1.ª                 | 1971-1972           | 40  | 34  | 7  | 7  | 6  | 6  | -  | -  | 1  | 1 | 54  | 27  | 0.5  |
| Manchester United Inglaterra | 1.ª                 | 1972-1973           | 19  | 20  | 0  | 0  | 4  | 5  | -  | -  | 0  | 0 | 23  | 6   | 0.26 |
| Manchester United Inglaterra | 1.ª                 | 1973-1974           | 12  | 10  | 0  | 0  | 0  | 0  | -  | -  | 0  | 0 | 12  | 2   | 0.17 |
| Manchester United Inglaterra | Total               | 1963-1974           | 361 | 332 | 46 | 24 | 25 | 9  | 53 | 68 | 8  | 3 | 474 | 181 | 0.38 |
| Jewish Guild (préstamo) Sudáfrica | Amateur             | 1974                | 5   | 1   | -  | -  | -  | -  | -  | -  | -  | - | 5   | 1   | 0.2  |
| Jewish Guild (préstamo) Sudáfrica | Total               | 1974                | 5   | 1   | -  | -  | -  | -  | -  | -  | -  | - | 5   | 1   | 0.2  |
| Dunstable Town (préstamo) Inglaterra | 7.ª                 | 1974                | -   | -   | -  | -  | -  | -  | -  | -  | 3  | 0 | 3   | 0   | 0    |
| Dunstable Town (préstamo) Inglaterra | Total               | 1974                | -   | -   | -  | -  | -  | -  | -  | -  | 3  | 0 | 3   | 0   | 0    |
| Stockport County Inglaterra | 4.ª                 | 1975                | 3   | 2   | 0  | 0  | 0  | 0  | -  | -  | -  | - | 3   | 2   | 0.67 |
| Stockport County Inglaterra | Total               | 1975                | 3   | 2   | 0  | 0  | 0  | 0  | -  | -  | -  | - | 3   | 2   | 0.67 |
| Cork Celtic Irlanda | 1.ª                 | 1975-1976           | 3   | 0   | 0  | 0  | 0  | 0  | -  | -  | -  | - | 3   | 0   | 0    |
| Cork Celtic Irlanda | Total               | 1975-1976           | 3   | 0   | 0  | 0  | 0  | 0  | -  | -  | -  | - | 3   | 0   | 0    |
| Los Angeles Aztecs Estados Unidos | 1.ª                 | 1976                | 23  | 15  | -  | -  | -  | -  | -  | -  | 1  | 0 | 24  | 15  | 0.63 |
| Los Angeles Aztecs Estados Unidos | Total               | 1976                | 23  | 15  | -  | -  | -  | -  | -  | -  | 1  | 0 | 24  | 15  | 0.63 |
| Fulham FC Inglaterra | 2.ª                 | 1976-1977           | 32  | 6   | 2  | 0  | 3  | 2  | -  | -  | -  | - | 37  | 8   | 0.22 |
| Fulham FC Inglaterra | 2.ª                 | 1977-1978           | 10  | 2   | 0  | 0  | 0  | 0  | -  | -  | -  | - | 10  | 2   | 0.2  |
| Fulham FC Inglaterra | Total               | 1976-1978           | 42  | 8   | 2  | 0  | 3  | 2  | -  | -  | -  | - | 47  | 10  | 0.21 |
| Los Angeles Aztecs Estados Unidos | 1.ª                 | 1977                | 20  | 11  | -  | -  | -  | -  | -  | -  | 5  | 2 | 25  | 13  | 0.52 |
| Los Angeles Aztecs Estados Unidos | 1.ª                 | 1978                | 12  | 1   | -  | -  | -  | -  | -  | -  | -  | - | 12  | 1   | 0.08 |
| Los Angeles Aztecs Estados Unidos | Total               | 1977-1978           | 32  | 12  | -  | -  | -  | -  | -  | -  | 5  | 2 | 37  | 14  | 0.38 |
| Fort Lauderdale Strikers Estados Unidos | 1.ª                 | 1978                | 9   | 4   | -  | -  | -  | -  | -  | -  | 5  | 1 | 14  | 5   | 0.36 |
| Fort Lauderdale Strikers Estados Unidos | 1.ª                 | 1979                | 19  | 2   | -  | -  | -  | -  | -  | -  | -  | - | 19  | 2   | 0.11 |
| Fort Lauderdale Strikers Estados Unidos | Total               | 1978-1979           | 28  | 6   | -  | -  | -  | -  | -  | -  | 5  | 1 | 33  | 7   | 0.21 |
| Hibernians FC Escocia | 1.ª                 | 1979-1980           | 13  | 3   | 3  | 0  | 0  | 0  | -  | -  | -  | - | 16  | 3   | 0.19 |
| Hibernians FC Escocia | 2.ª                 | 1980-1981           | 4   | 0   | 0  | 0  | 2  | 0  | -  | -  | -  | - | 6   | 0   | 0    |
| Hibernians FC Escocia | Total               | 1979-1981           | 17  | 3   | 3  | 0  | 2  | 0  | -  | -  | -  | - | 22  | 3   | 0.14 |
| San Jose Earthquakes Estados Unidos | 1.ª                 | 1980                | 26  | 8   | -  | -  | -  | -  | -  | -  | -  | - | 26  | 8   | 0.31 |
| San Jose Earthquakes Estados Unidos | 1.ª                 | 1981                | 30  | 13  | -  | -  | -  | -  | -  | -  | -  | - | 30  | 13  | 0.43 |
| San Jose Earthquakes Estados Unidos | Total               | 1980-1981           | 56  | 21  | -  | -  | -  | -  | -  | -  | -  | - | 53  | 21  | 0.38 |
| AFC Bournemouth Inglaterra | 3.ª                 | 1982-1983           | 5   | 0   | 0  | 0  | 0  | 0  | -  | -  | -  | - | 5   | 0   | 0    |
| AFC Bournemouth Inglaterra | Total               | 1982-1983           | 5   | 0   | 0  | 0  | 0  | 0  | -  | -  | -  | - | 5   | 0   | 0    |
| Brisbane Lions Australia | 1.ª                 | 1983                | 4   | 0   | 0  | 0  | -  | -  | -  | -  | -  | - | 4   | 0   | 0    |
| Brisbane Lions Australia | Total               | 1983                | 4   | 0   | 0  | 0  | -  | -  | -  | -  | -  | - | 4   | 0   | 0    |
| Tobermore United Irlanda del Norte | 4.ª                 | 1984                | -   | -   | 1  | 0  | -  | -  | -  | -  | -  | - | 1   | 0   | 0    |
| Tobermore United Irlanda del Norte | Total               | 1983-1984           | -   | -   | 1  | 0  | -  | -  | -  | -  | -  | - | 1   | 0   | 0    |
| Total en su carrera | Total en su carrera | Total en su carrera | 579 | 205 | 52 | 21 | 30 | 11 | 34 | 11 | 22 | 6 | 717 | 251 | 0.35 |
| (1) Incluye datos del FA Charity Shield (1965 y 1967); Copa Intercontinental (1968); Watney Cup (1970, 1971 y 1972); Playoffs de la NASL (1976, 1977 y 1978). |                     |                     |     |     |    |    |    |    |    |    |    |   |     |     |      |

### Otras competiciones y amistosos
| Club                                | Competición         | Año       | Partidos | Goles | Media goleadora |
| ----------------------------------- | ------------------- | --------- | -------- | ----- | --------------- |
| San Jose Earthquakes Estados Unidos | Showbol             | 1980-1981 | 11       | 16    | 1.45            |
| San Jose Earthquakes Estados Unidos | Showbol             | 1981-1982 | 10       | 17    | 1.7             |
| San Jose Earthquakes Estados Unidos | Total               | 1980-1982 | 21       | 33    | 1.57            |
| Sea Bee Hong Kong                   | Amistoso            | 1982      | 2        | 0     | 0               |
| Sea Bee Hong Kong                   | Total               | 1982      | 2        | 0     | 0               |
| Hong Kong Rangers Hong Kong         | Amistoso            | 1982      | 1        | 0     | 0               |
| Hong Kong Rangers Hong Kong         | Total               | 1982      | 1        | 0     | 0               |
| Arbroath Victoria FC Escocia        | Amistoso            | 1982      | 1        | 2     | 2               |
| Arbroath Victoria FC Escocia        | Total               | 1982      | 1        | 2     | 2               |
| Motherwell Escocia                  | Amistoso            | 1982      | 1        | 0     | 0               |
| Motherwell Escocia                  | Total               | 1982      | 1        | 0     | 0               |
| Osborne Park Galeb Australia        | Amistoso            | 1983      | 1        | 1     | 1               |
| Osborne Park Galeb Australia        | Total               | 1983      | 1        | 1     | 1               |
| Nuneaton Borough Inglaterra         | Amistoso            | 1983      | 0        | 0     | 0               |
| Nuneaton Borough Inglaterra         | Total               | 1983      | 0        | 0     | 0               |
| Manchester United Inglaterra        | Amistoso            | 1991      | 1        | 0     | 0               |
| Manchester United Inglaterra        | Total               | 1991      | 1        | 0     | 0               |
| Total en su carrera                 | Total en su carrera | 1980-1991 | 28       | 36    | 1.29            |

### Selección nacional
| Selección           | Año       | Partidos | Goles | Prom. |
| ------------------- | --------- | -------- | ----- | ----- |
| Irlanda del Norte   | 1964      | 6        | 2     | 0.33  |
| Irlanda del Norte   | 1965      | 6        | 1     | 0.17  |
| Irlanda del Norte   | 1966      | 1        | 0     | 0     |
| Irlanda del Norte   | 1967      | 1        | 0     | 0     |
| Irlanda del Norte   | 1968      | 1        | 1     | 1     |
| Irlanda del Norte   | 1969      | 4        | 0     | 0     |
| Irlanda del Norte   | 1970      | 4        | 1     | 0.25  |
| Irlanda del Norte   | 1971      | 6        | 4     | 0.67  |
| Irlanda del Norte   | 1972      | 2        | 0     | 0     |
| Irlanda del Norte   | 1973      | 1        | 0     | 0     |
| Irlanda del Norte   | 1974      | 0        | 0     | 0     |
| Irlanda del Norte   | 1975      | 0        | 0     | 0     |
| Irlanda del Norte   | 1976      | 2        | 0     | 0     |
| Irlanda del Norte   | 1977      | 3        | 0     | 0     |
| Total en su carrera | 1964-1977 | 37       | 9     | 0.24  |

### Resumen estadístico
| División | Partidos | Goles | Promedio | Asistencias |
| Football League First Division | 361      | 332   | 0.92     | 114         |
| Liga irlandesa de fútbol | 3        | 0     | 0        | 5           |
| North American Soccer League(1) | 139      | 54    | 0.39     | 38          |
| Scottish Premier League(2) | 13       | 3     | 0.23     | 1           |
| National Soccer League | 4        | 0     | 0        | 2           |
| Otras divisiones oficiales(3) | 59       | 11    | 0.19     | 5           |
| Copas nacionales(4) | 104      | 38    | 0.37     | 12          |
| Copas Internacionales(5) | 34       | 11    | 0.32     | 6           |
| Selección Norirlandesa | 37       | 9     | 0.24     | 2           |
| North American Soccer League (Showbol) | 21       | 33    | 1.57     | 17          |
| Amistosos oficiales | 7        | 3     | 0.43     | 0           |
| Total | 782      | 494   | 0.38     | 202         |
| (1) Partidos disputados en clubes de Estados Unidos: Los Angeles Aztecs, Fort Lauderdale Strikers y San Jose Earthquakes. (2) Partidos disputados con Hibernian FC en la temporada 1979-80, la siguiente temporada se jugó en segunda división. (3) Partidos disputados en la Liga Amateur de Sudáfrica, Southern Football League, 3.ª y 4.ª división de Inglaterra, Football League Championship y Scottish Championship. (4) Partidos disputados en FA Cup, Scottish Cup, Irish Cup, Carling Cup, Scottish League Cup, FA Charity Shield, Watney Cup y Playoffs de la NASL. (5) Partidos disputados en la Copa de Europa. |          |       |          |             |

## Palmarés

### Campeonatos nacionales
| Título                         | Equipo                  | País       | Año     |
| ------------------------------ | ----------------------- | ---------- | ------- |
| FA Youth Cup                   | Manchester United F. C. | Inglaterra | 1964    |
| Football League First Division | Manchester United F. C. | Inglaterra | 1964-65 |
| Charity Shield                 | Manchester United F. C. | Inglaterra | 1965    |
| Football League First Division | Manchester United F. C. | Inglaterra | 1966-67 |
| Charity Shield                 | Manchester United F. C. | Inglaterra | 1967    |
| East of Scotland Shield        | Hibernian F. C.         | Escocia    | 1979-80 |

### Campeonatos internacionales
| Título                    | Equipo                  | Sede        | Año     |
| ------------------------- | ----------------------- | ----------- | ------- |
| British Home Championship | Irlanda del Norte       | Reino Unido | 1963-64 |
| Copa de Europa            | Manchester United F. C. | Londres     | 1967-68 |

### Distinciones individuales
| Distinción                                                              | Año     |
| ----------------------------------------------------------------------- | ------- |
| Máximo goleador de la Football League First Division                    | 1967-68 |
| Premio FWA al futbolista del año                                        | 1967-68 |
| 1.º lugar del FIFA Ballon d'Or                                          | 1968    |
| 3.º lugar del FIFA Ballon d'Or                                          | 1971    |
| PFA Equipo del año de Segunda división                                  | 1976-77 |
| Mejor mediocampista de la North American Soccer League                  | 1978    |
| Elegido el 16.º Mejor jugador del Siglo XX (IFFHS)                      | 1999    |
| Elegido el 11.º Mejor jugador Europeo del Siglo XX (IFFHS)              | 1999    |
| Elegido el 8.º Mejor jugador del siglo XX según la revista World Soccer | 1999    |
| Elegido el 20.º Mejor jugador del Siglo XX (FIFA)                       | 2000    |
| FWA Premio al tributo                                                   | 2000    |
| Doctor honoris causa por la Universidad Queen’s de Belfast              | 2001    |
| Miembro del Hall of Fame del Fútbol Inglés                              | 2002    |
| Llaves de la ciudad de Castlereagh                                      | 2002    |
| Premio BBC a la Personalidad Deportiva del Año: Trayectoria Deportiva   | 2002    |
| Jugadores de oro de la UEFA - Jugador de oro de Irlanda del Norte       | 2003    |
| Elegido el 19.º Mejor futbolista Europeo entre 1954-2004 (UEFA)         | 2004    |
| Jugador FIFA 100                                                        | 2004    |
| Golden Foot Legends                                                     | 2005    |
| PFA Special Merit Award por su aportación al fútbol                     | 2006    |
| PFA Equipo del siglo de la liga de Inglaterra (1907-2007)               | 2007    |
| Miembro del Hall of Fame del fútbol europeo                             | 2008    |
| Once histórico de bronce del Balón de Oro                               | 2020    |

- Best es el segundo jugador del Manchester United con más goles en una temporada (de Premier League) sólo por detrás de Cristiano Ronaldo.

| Predecesor: Bobby Charlton | Balón de Oro 1968 | Sucesor: Gianni Rivera |